# Typhlobelus guacamaya
Typhlobelus guacamaya är en fiskart som beskrevs av Schaefer, Provenzano, de Pinna och Jonathan N. Baskin 2005. Typhlobelus guacamaya ingår i släktet Typhlobelus och familjen Trichomycteridae. Inga underarter finns listade i Catalogue of Life.